# Limos
Ne doit pas être confondu avec LIMOS ou Limosa.
Dans la mythologie grecque, Limos (grec moderne : λιμός; « famine »; latin : Fames) est la déesse personnifiant la faim et la famine.

## Famille
Dans les Théogonies d'Hésiode, ce dernier mentionne sa mère: Éris (la Discorde), et ses frères et sœurs: Ponos (le labeur), Léthé (l'Oubli), les Algos (La Douleur), les Hysminai (Batailles), les Makhai (Batailles), les Phonoi (Meurtres), les Androktasiai (les massacres), les Neikea (Querelles), les Pseudea (Mensonges), les Logoi (Histoires), les Amphillogiai (les Conflits), Dysnomia (l'Anarchie), Até (la Ruine), et Horkos (le Serment).